# Oaza

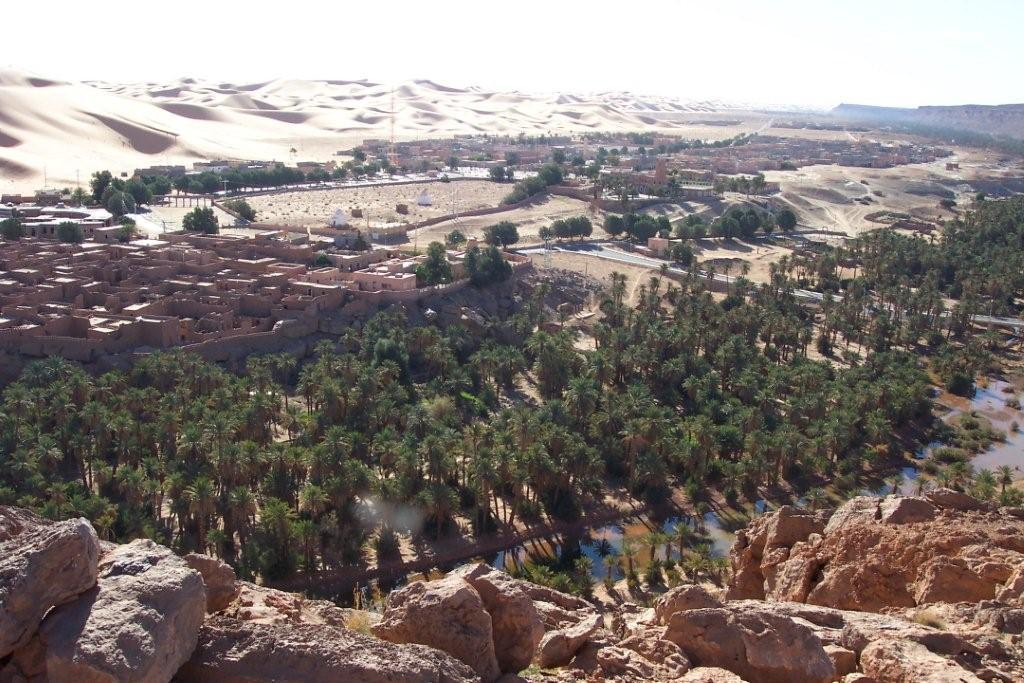
Oaza Taghit w Algierii

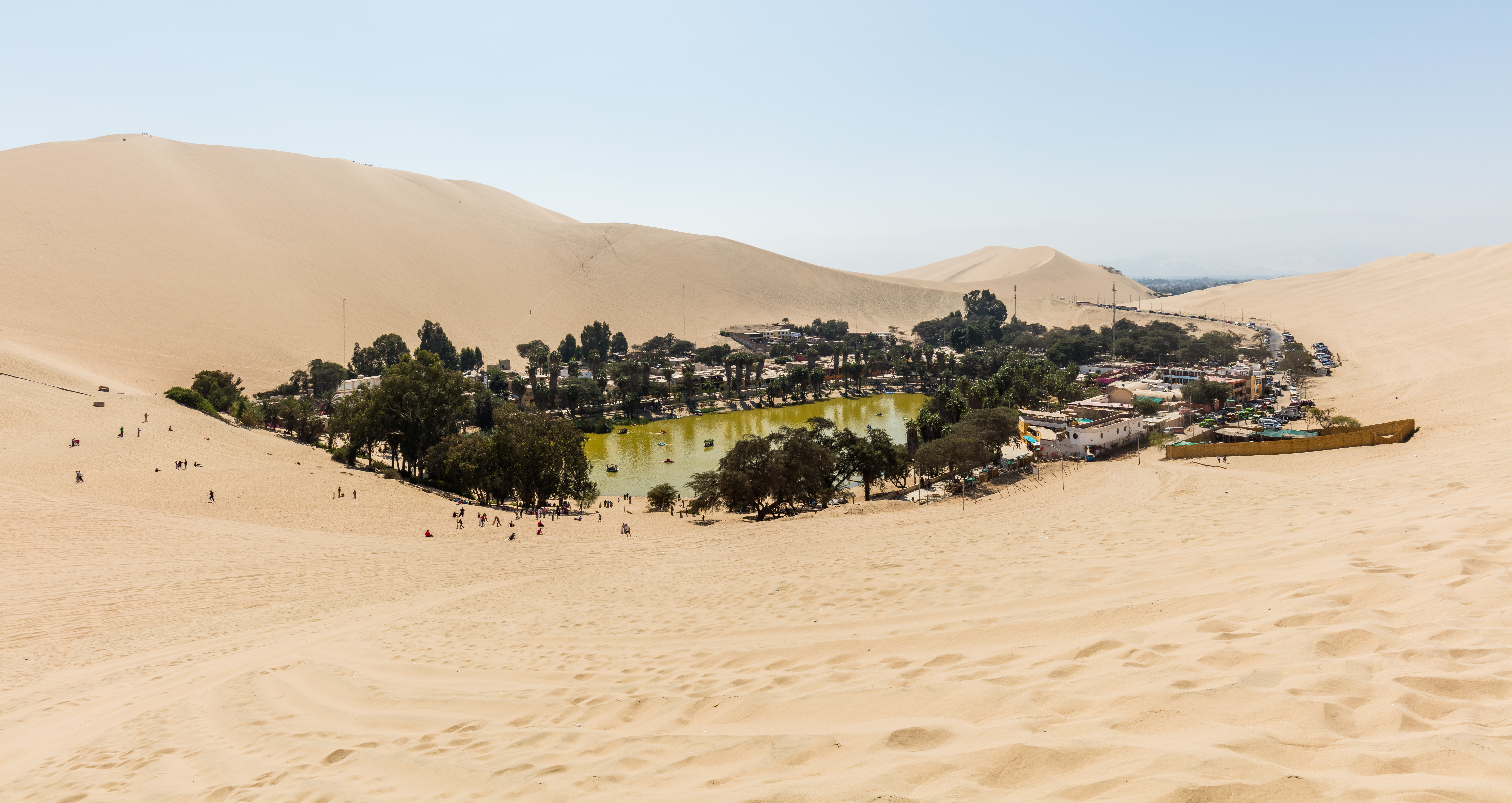
Oaza w Huacachina w Peru

Oaza (ze stgr. Ὄασις Óasis, pierwotnie prawdopodobnie z koptyjskiego wahe, ouahe – miejsce do zamieszkania) – teren o bardzo bujnej roślinności na obszarze pustyń i półpustyń. Występują one w miejscach, gdzie woda z rzek przenika do gruntu (oazy nadrzeczne) lub w miejscach, gdzie zwierciadło wody gruntowej znajduje się płytko lub sięga powierzchni gruntu, powodując występowanie zbiorników lub obszarów źródliskowych. Zakładane są także oazy sztuczne – w miejscach zasilanych wodami gruntowymi pozyskiwanymi poprzez studnie artezyjskie lub nawadnianych kanałami prowadzącymi wody rzeczne. Takie same działania pozwalają także powiększyć obszar oaz naturalnych.
Pierwotnie obszary naturalnych oaz były jedynymi w obrębie obszarów pustynnych i półpustynnych miejscami występowania roślin mezomorficznych, czyli przystosowanych do bytowania w siedliskach umiarkowanie wilgotnych (w odróżnieniu od dominujących poza tym na tych obszarach kserofitów, efemerów i słonorośli). Roślinność naturalna oaz została dawno już zniszczona, a w jej miejsce wprowadzone zostały rośliny uprawiane przez człowieka, takie jak: palmy daktylowe, Hyphaene thebaica, oliwka europejska, figowiec pospolity, morela zwyczajna. W cieniu palm uprawia się banany, granaty, cytrusy, melonowca właściwego. Czasem istnieją też warunki do upraw zbóż (pszenicy, i jęczmienia) oraz innych roślin (bób, maniok, kawa arabska, kokosy, lucerna, bawełna i in.)
Oazy występują głównie w Afryce Północnej (Egipt, Libia, Algieria) oraz w zachodniej Azji (Irak). Oazy wykorzystywane są przez ludność koczowniczą tych obszarów (Beduini, Tuaregowie) i są ważnymi punktami na szlakach karawan.
Terminem oaza określa się również obszary w strefach polarnych wolne od lodu. Na zasadzie analogii:
pustynia – oaza pustynna
pustynia lodowa – oaza polarna